# Eau de Ronce
L’Eau de Ronce est un ruisseau de Belgique, affluent de la Salm faisant partie du bassin versant de la Meuse. Il coule en province de Luxembourg.

## Parcours
Ce ruisseau ardennais prend sa source sur la plateau des Tailles à un kilomètre à l'est de la Baraque de Fraiture et à l'altitude d'environ 600 m, où il est connu sous le nom de ruisseau de Bihain. Après un parcours dans la Fagne du plateau des Tailles, il arrose Bihain puis Langlire, où il prend le nom d'Eau de Ronce après avoir conflué avec le ruisseau de Langlire ou Rolayiet. Il rejoint, après un parcours d'une douzaine de kilomètres, la Salm (appelée à cet endroit le Glain) à proximité de Provedroux à l'altitude de 405 m.

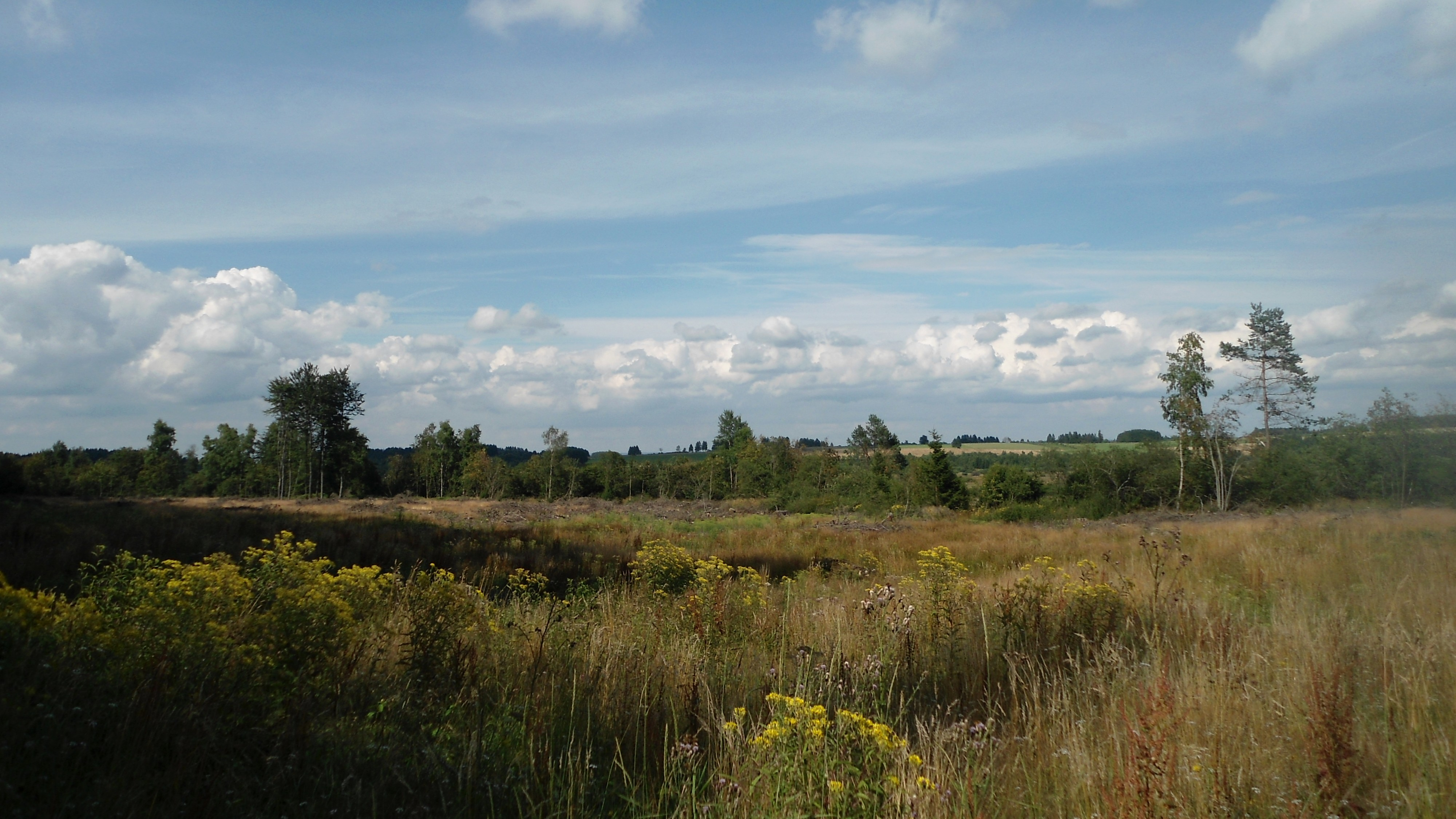
Source de l'Eau de Ronce (ruisseau de Bihain) dans la Grande Fagne du plateau des Tailles